# 平和町西光坊
平和町西光坊（へいわちょうさいこうぼう）は、愛知県稲沢市の地名。

## 地理

### 河川・池沼
- 日光川

### 交通
- 国道155号
- 愛知県道458号一宮弥富線

### 施設
- 寺田タカロン平和工場
- 西光坊郵便局
- 西光坊公園
- NTT西日本平和電話交換所

## 歴史

### 地名の由来
『尾張国地名考』には、「西光坊」の名の寺院に由来するとある。この寺院は、新居屋村に移り、浄土真宗西光寺となったという。

### 沿革
- 江戸時代 - 尾張国中島郡西光坊村として所在[1]。尾張藩領、清洲代官所支配地[1]。
- 1889年（明治22年） - 左右川村大字西光坊となる[1]。
- 1906年（明治39年） - 平和村大字西光坊となる[1]。
- 1954年（昭和29年） - 平和町大字西光坊となる[1]。

### 人口の変遷
国勢調査による人口および世帯数の推移。
| 1995年（平成7年）  | 386世帯 1397人 |  |
| 2000年（平成12年） | 405世帯 1420人 |  |
| 2005年（平成17年） | 410世帯 1375人 |  |
| 2010年（平成22年） | 438世帯 1385人 |  |
| 2015年（平成27年） | 465世帯 1407人 |  |
| 2020年（令和2年）  | 479世帯 1338人 |  |

### WEB
1. ↑  “愛知県稲沢市の町丁・字一覧”.   人口統計ラボ. 2023年5月5日閲覧。
2. 1 2  総務省統計局 (2022年2月10日). “令和2年国勢調査の調査結果(e-Stat) - 男女別人口，外国人人口及び世帯数－町丁・字等” (CSV). 2023年8月2日閲覧。
3. ↑  “読み仮名データの促音・拗音を小書きで表記するもの(zip形式) 愛知県” (zip).   日本郵便 (2024年2月29日). 2024年3月26日閲覧。
4. ↑  “市外局番の一覧” (PDF).   総務省 (2022年3月1日). 2022年3月22日閲覧。
5. ↑  “ナンバープレートについて”.   一般社団法人愛知県自動車会議所. 2024年1月21日閲覧。
6. ↑  総務省統計局 (2014年3月28日). “平成7年国勢調査の調査結果(e-Stat) - 男女別人口及び世帯数 －町丁・字等” (CSV). 2021年7月20日閲覧。
7. ↑  総務省統計局 (2014年5月30日). “平成12年国勢調査の調査結果(e-Stat) - 男女別人口及び世帯数 －町丁・字等” (CSV). 2021年7月20日閲覧。
8. ↑  総務省統計局 (2014年6月27日). “平成17年国勢調査の調査結果(e-Stat) - 男女別人口及び世帯数 －町丁・字等” (CSV). 2021年7月21日閲覧。
9. ↑  総務省統計局 (2012年1月20日). “平成22年国勢調査の調査結果(e-Stat) - 男女別人口及び世帯数 －町丁・字等” (CSV). 2021年7月21日閲覧。
10. ↑  総務省統計局 (2017年1月27日). “平成27年国勢調査の調査結果(e-Stat) - 男女別人口及び世帯数 －町丁・字等” (CSV). 2021年7月21日閲覧。

### 書籍
1. 1 2 3 4 5 6 7  「角川日本地名大辞典」編纂委員会 1989, p. 589.